# Dubiaranea concors
Dubiaranea concors là một loài nhện trong họ Linyphiidae. Loài này được phát hiện ở Colombia.